# Tîmonovîci, Semenivka
Tîmonovîci (în ucraineană Тимоновичі) este localitatea de reședință a comunei Tîmonovîci din raionul Semenivka, regiunea Cernihiv, Ucraina.

## Demografie
Componența lingvistică a localității Tîmonovîci
     Ucraineană (83,7%)
     Rusă (15,9%)
     Alte limbi (0,2%)
Conform recensământului din 2001, majoritatea populației localității Tîmonovîci era vorbitoare de ucraineană (83,7%), existând în minoritate și vorbitori de rusă (15,9%).